# Тамаулипас
Тамаулипас (на испански: Tamaulipas) е щат в североизточно Мексико. Тамаулипас е с население от 3 024 238 жители (преброяване 2005 г.), а общата площ на щата е 79 384 км². Тамаулипас е прилежащ на американският щат Тексас по Границата между САЩ и Мексико. Столица на щата е град Сиудад Виктория